# Comuna de Potęgowo
Potęgowo (polaco: Gmina Potęgowo) é uma gminy (comuna) na Polónia, na voivodia de Pomerânia e no condado de Słupski. A sede do condado é a cidade de Potęgowo.
De acordo com os censos de 2006, a comuna tem 7 135 habitantes, com uma densidade 31,3 hab/km².

## Área
Estende-se por uma área de 227,92 km², incluindo:
- área agricola: 66%
- área florestal: 26%

## Demografia
Dados de 30 de Junho 2004:
|                      | Total   | Total | Mulheres | Mulheres | Homens  | Homens |
| -------------------- | ------- | ----- | -------- | -------- | ------- | ------ |
|                      | pessoas | %     | pessoas  | %        | pessoas | %      |
| População            | 7205    | 100   | 3580     | 49,7     | 3625    | 50,3   |
| Densidade (pop./km²) | 31,6    | 100   | 15,7     | 15,7     | 15,9    | 15,9   |

De acordo com dados de 2002, o rendimento médio per capita ascendia a 1545,44 zł.

## Comunas vizinhas
- Cewice, Czarna Dąbrówka, Damnica, Dębnica Kaszubska, Główczyce, Nowa Wieś Lęborska.